# MX vs. ATV Supercross
MX vs. ATV Supercross est un jeu vidéo de course développé par Rainbow Studios et édité par Nordic Games sorti le 28 octobre 2014 pour PlayStation 3 et Xbox 360.
Il s'agit du cinquième jeu de la série MX vs. ATV et le premier opus publié par Nordic Games, qui a récupéré les droits de la franchise, alors que le créateur original de la franchise Rainbow Studios s'est séparé de son éditeur habituel THQ en raison de ses difficultés financières. Une version mise à jour, connue sous le nom de MX vs. ATV Supercross Encore, est sortie en 2015 pour Microsoft Windows puis sur PlayStation 4 et en juillet 2016 sur Xbox One.

## Système de jeu
Le jeu se concentre principalement sur la possibilité pour le joueur de faire des courses de supercross, avec des motos de moto-cross (MX) ou des véhicules tout-terrain (ATV), dans la même veine que les opus Reflex, Alive et la version Nintendo DS d'Untamed. Le jeu propose un mode Carrière avec dix-sept pistes de supercross pour la conduite en MX et ATV répartis en cinq catégories (250 cm3 côte est, 250 cm3 côte ouest, 450 cm3 MX, 450 cm3 ATV, 450 cm3 MX vs. ATV). Il y a également plus de quatre-vingt sociétés de motocross dans le jeu pour garantir l'authenticité et quarante pilotes avec lesquels concourir. Une nouvelle physique et un nouveau système de contrôle, y compris la réinterprétation du « pré-chargement » des jeux MX vs. ATV originaux, sont également introduits dans le nouveau jeu. Le jeu a reçu des mises à jour de contenus régulières. Quant au multijoueur, il peut accueillir jusqu'à douze joueurs. L'écran partagé est également disponible pour deux joueurs.